# Corbélia
Corbélia este un oraș în Paraná (PR), Brazilia.